# Rete tranviaria di Vicebsk
La tranvia di Vicebsk è la rete tranviaria che serve la città bielorussa di Vicebsk.
La rete, aperta nel 1898, conta 8 linee e ha uno scartamento di 1524 mm.